# Dépôt de Nevers
Le dépôt de Nevers est un dépôt de locomotives situé à Nevers.

## Situation ferroviaire
L'atelier ferroviaire de Nevers est situé dans la région de Bourgogne sur l'axe de la Ligne Paris - Clermont-Ferrand, à l'embranchement avec le trajet Lyon Nantes venant de Bourges et celui transversal de Dijon .

## Histoire

### Premier dépôt de Nevers
La Compagnie des chemins de fer de Paris à Lyon et à la Méditerranée met en service un premier dépôt en 1861, à proximité de la gare.
Il comprend un parc de remisage avec un pont tournant de 23 m, un réservoir de 50 m3, un atelier de levage, une rotonde avec une plaque de 20 m et une bascule duodécuple. Accolés à la rotonde, il dispose également d'un réfectoire pour les agents des machines, d'une lampisterie et d'un four à réguler. Sur ce site, on trouve en outre un bâtiment pour la comptabilité, un atelier d'apprentis, un poste d'aiguilleur, un bâtiment des combustibles, un four à sable, une aire à sable et une voie destinée à une grue à vapeur. Enfin, il existe un W-C et un bâtiment pour le gardien, en limite, et, à l'extérieur, un réservoir de 1 725 m3.

Le premier dépôt
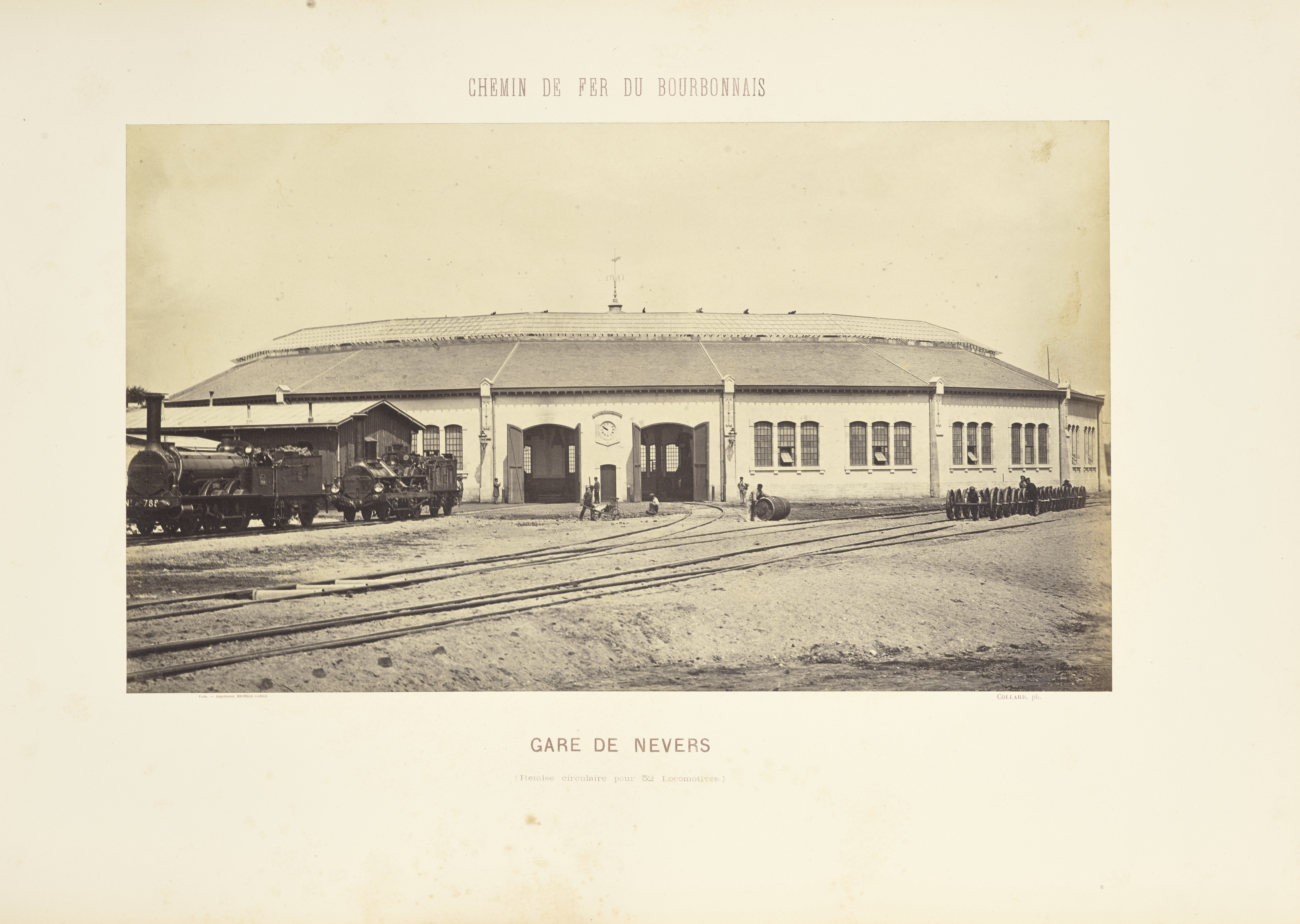
La Rotonde vers 1862.
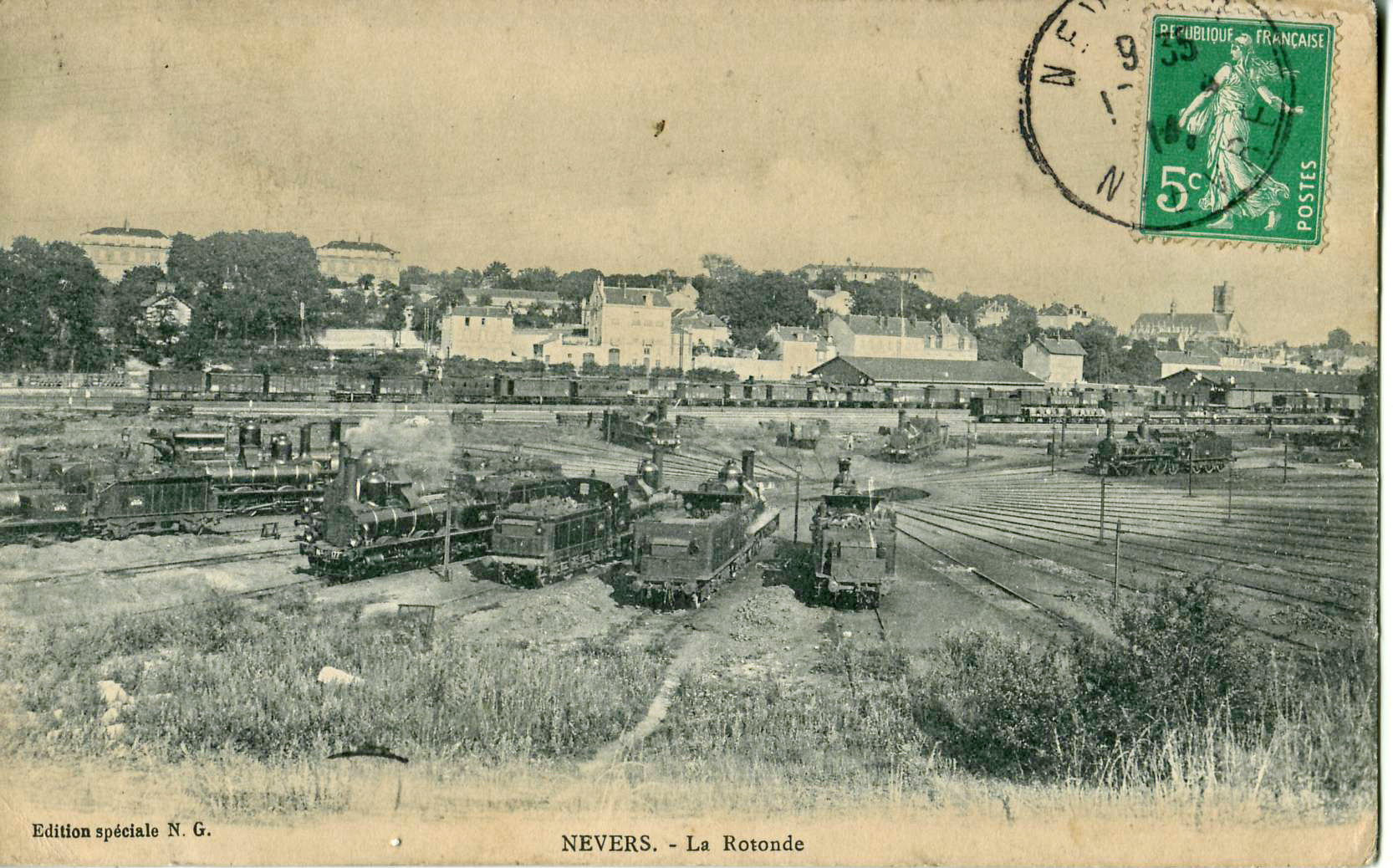
Le parc de remisage vers 1900.

Surchargé avant 1914, il est saturé lors de la Première Guerre mondiale, au point de nécessiter l'achat d'un nouveau site, plus vaste, hors de la ville, pour y créer une annexe.
En 1931, le dépôt d'origine près de la gare est totalement évacué.